# Дора Рангелова
Дора Рангелова (нар. 3 вересня 1967) — колишня болгарська тенісистка.
Найвищу одиночну позицію світового рейтингу — 459 місце досягла 15 серпня 1988 року.
Здобула 1 парний титул туру ITF.

## Фінали ITF

### Одиночний розряд: 1 (1 поразка)
| Легенда          |
| ---------------- |
| турніри $100,000 |
| турніри $75,000  |
| турніри $50,000  |
| турніри $25,000  |
| турніри $10,000  |

| Фінали за покриттям |
| ------------------- |
| Тверде (0–0)        |
| Ґрунт (0–1)         |
| Трава (0–0)         |
| Килим (0–0)         |

| Результат | W–L | Дата     | Турнір            | Рівень | Покриття | Суперниця       | Рахунок       |
| --------- | --- | -------- | ----------------- | ------ | -------- | --------------- | ------------- |
| Поразка   | 0–1 | Бер 1989 | ITF Афіни, Греція | 10,000 | Ґрунт    | Елена Пампулова | 1–6, 7–6, 1–6 |

### Парний розряд: 1 (1 перемога)
| Легенда          |
| ---------------- |
| турніри $100,000 |
| турніри $75,000  |
| турніри $50,000  |
| турніри $25,000  |
| турніри $10,000  |

| Фінали за покриттям |
| ------------------- |
| Тверде (0–0)        |
| Ґрунт (1–0)         |
| Трава (0–0)         |
| Килим (0–0)         |

| Результат | W–L | Дата     | Турнір            | Рівень | Покриття | Партнерка           | Суперниці                 | Рахунок  |
| --------- | --- | -------- | ----------------- | ------ | -------- | ------------------- | ------------------------- | -------- |
| Перемога  | 1–0 | Тра 1989 | ITF Афіни, Греція | 10,000 | Ґрунт    | Светлана Кривенчева | Лілі Неясмич Мері Неясмич | 6–3, 6–4 |